# Thượng viện điều hành

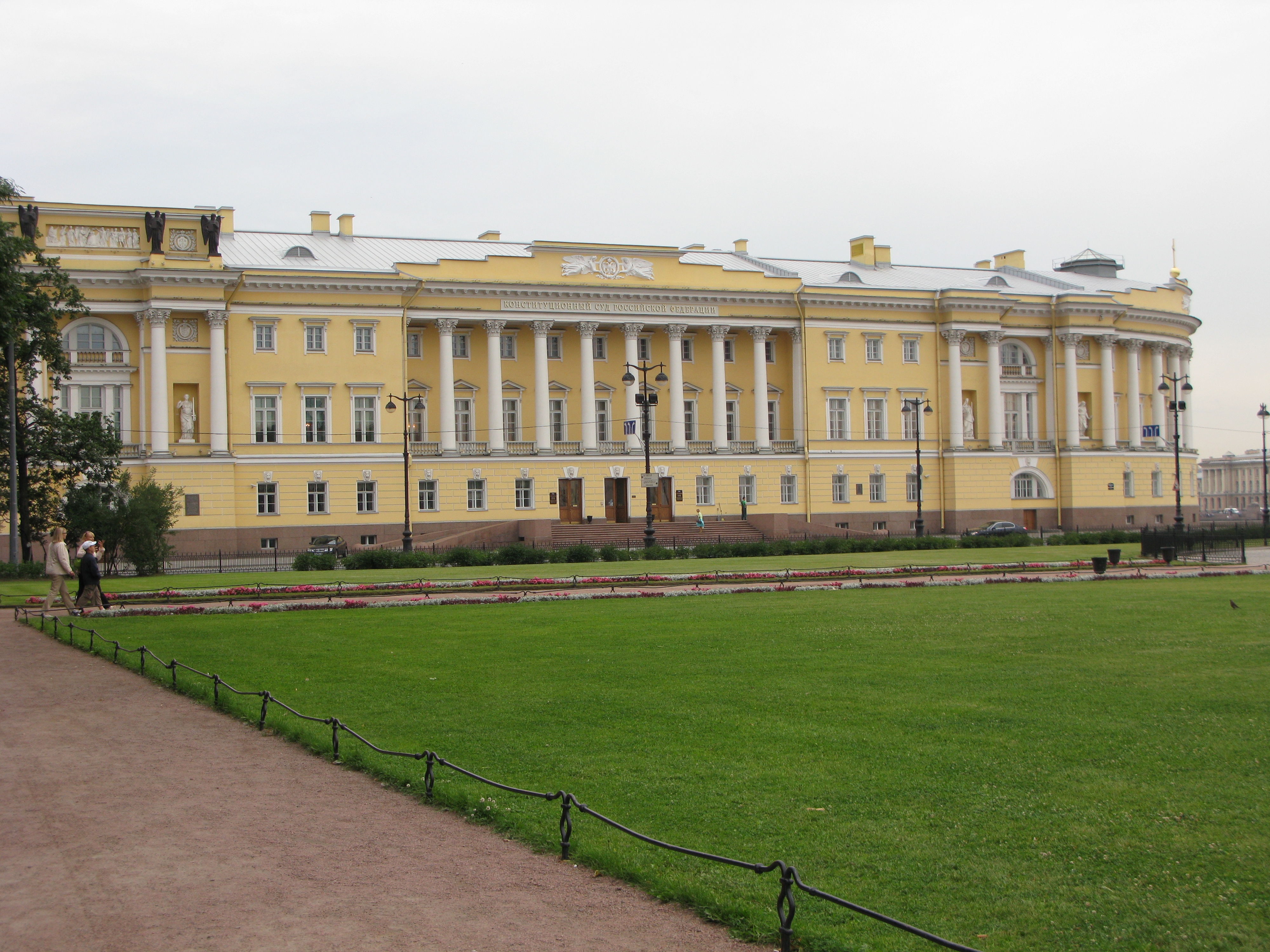
Thượng viện và Thượng hội đồng xây dựng trên Quảng trường Thượng viện, Sankt Peterburg

Thượng viện điều hành (tiếng Nga: Правительствующий сенат) là một cơ quan lập pháp, tư pháp, và điều hành của Hoàng đế Nga, thiết lập bởi Pyotr Đại đế để thay thế Boyar Duma và kéo dài cho khi Đế quốc Nga kết thúc. Nó được chủ trì bởi Tổng Kiểm sát viên, người từng là mối liên kết giữa chủ quyền và thượng viện; ông đã hành động, theo cách nói của hoàng đế, là "con mắt của chủ quyền".
Ban đầu chỉ được thành lập vào thời điểm Pyotr thoát vị, nó trở thành một cơ thể vĩnh viễn sau khi anh trở về. Số lượng thượng nghị sĩ được đặt lần đầu tiên vào lúc chín giờ vào năm 1712, tăng lên mười. Bất kỳ sự bất đồng nào giữa Viện kiểm sát trưởng và thượng viện sẽ được giải quyết bởi quốc vương. Một số quan chức khác và một thủ tướng cũng được gắn vào thượng viện. Trong khi nó trải qua nhiều thay đổi sau đó, nó đã trở thành một trong những thể chế quan trọng nhất của đế quốc Nga, đặc biệt là về hành chính và luật pháp.
Hội đồng Nhà nước, tạo ra bởi Aleksandr I, đáng lẽ phải kế thừa các quyền hành pháp của thượng viện. Quốc hội được hình dung là để kế thừa quyền lập pháp, nhưng điều đó không bao giờ xảy ra.
Vào thế kỷ 19, thượng viện đã phát triển thành cơ quan tư pháp cao nhất ở Nga. Do đó, nó đã thực hiện quyền kiểm soát đối với tất cả các tổ chức pháp lý và quan chức trong cả nước.
Thượng viện bao gồm một số phòng ban, hai trong số đó là Tòa án tối cao (một cho các vụ án hình sự, một cho các vụ án dân sự). Nó cũng bao gồm một huy hiệu học, nơi quản lý các vấn đề liên quan đến quyền của quý tộc và công dân danh dự.

## Viên tướng kiểm sát
- Pavel Yaguzhinsky: 1722 – 1735
- Nikita Trubetskoy: 1740 – 1760
- Yakov Shakhovskoy: 1760 – 1761
- Aleksandr Glebov: 1761 – 1764
- Aleksandr Vyazemsky: 1764 – 1792
- Alexander Samoylov: 1792 – 1796
- Aleksei Kurakin: 1796 – 1798
- Pyotr Lopukhin: 1798 – 1799
- Aleksandr Bekleshov: 1799 – 1800
- Pyotr Obolianinov: 1800 – 1801

## Viên tướng kiểm sát và Bộ trưởng Tư pháp
- Gavrila Derzhavin: 1802 – 1803
- Pyotr Lopukhin: 1803 – 1810
- Ivan Dmitriev: 1810 – 1814
- Dmitriy Troshchinsky: 1814 – 1817
- Dmitry Lobanov-Rostovsky: 1817 – 1827
- Aleksei Dolgorukov: 1827 – 1829
- Dmitriy Dashkov: 1829 – 1839
- Dmitry Bludov: 1839 – 1839
- Viktor Panin: 1839 – 1862
- Dmitriy Zamyatnin: 1862 – 1867
- Sergei Urusov: 1867 – 1867